# Liên hoan phim quốc tế Berlin lần thứ 62
Liên hoan phim quốc tế Berlin lần thứ 62 được tổ chức từ ngày 9 đến ngày 19 tháng 2 năm 2012, do đạo diễn Mike Leigh làm chủ tịch Hội đồng giám khảo. Nữ diễn viên người Mỹ, cô Meryl Streep sẽ trao giải Gấu vàng Danh dự vào ngày 14 tháng 2 năm 2012. Phim Les adieux à la reine của đạo diễn Benoît Jacquot được chọn làm bộ phim mở màng trong buổi khai mạc liên hoan phim này. Giải Gấu vàng được trao cho bộ phim của Ý, phim Caesar Must Die của Paolo and Vittorio Taviani, và được trình chiếu ở cuối liên hoan phim.